# Michele Lee
Michele Lee (* 24. Juni 1942 in Los Angeles) ist eine US-amerikanische Schauspielerin. Ihren größten Erfolg hatte sie an der Seite von Dean Jones in dem Kinoerfolg Ein toller Käfer sowie in der langjährigen TV-Seifenoper Unter der Sonne Kaliforniens. Darüber hinaus trat sie als Sängerin und Musicaldarstellerin in Erscheinung und probierte sich vereinzelt auch als Produzentin und Regisseurin.

## Leben

### Anfänge
Michele Lee wurde am 24. Juni 1942 als Tochter des Make-up-Künstlers Jack Dusick geboren. Ihre Familie war russisch-polnischer Herkunft. Schon in ihrer Kindheit arbeitete Lee gelegentlich als Schauspielerin und Sängerin. Ihre erste Rolle hatte sie in den späten 1950er Jahren in der Sitcom The Many Loves of Dobie Gillis. Als sie in der zehnten Klasse war, wurde sie Leadsängerin in der Highschoolband ihrer Schule in Los Angeles. Noch bevor sie ihren Abschluss an der Hamilton Universität in L.A. machte, erhielt Lee ein Rollenangebot für das Broadway-Stück Vintage ’60. Ein Jahr später wurde sie mit 19 Jahren eine der Hauptdarstellerinnen im Broadway-Musical How to Succeed in Business Without Really Trying. Dort lernte sie den Schauspieler James Farentino kennen, den sie 1964 heiratete und mit dem sie bis 1983 verheiratet blieb. 1969 wurde der gemeinsame Sohn David geboren. Des Weiteren spielte sie in dieser Zeit unter anderem in Bravo Giovanni und The Tale of the Allergist’s Wife, jeweils am Broadway, mit.
In der Folgezeit hatte Michele Lee zahlreiche Auftritte im Fernsehen, unter anderem in der The Danny Kaye Show (1963), wo sie sich als Sängerin und Tänzerin beweisen konnte. Bereits 1962 war eine erste, erfolglose Single von Lee erschienen. 1966 folgte ihr Debütalbum A Taste of the Fantastic Michele Lee. Einen kleinen Hit hatte Lee schließlich 1968 mit L. David Sloane, der Platz 52 in den US-amerikanischen Pop-Charts erreichte. Darüber hinaus kletterte die Single auch auf Platz 9 der Easy-Listening-Charts. Hier gelangen Lee ebenfalls 1968 ihre einzigen beiden weiteren Hits: I Didn't Come to New York to Meet a Guy from My Home Town und eine Komposition von Burt Bacharach und Hal David, Knowing When to Leave, aus dem Musical Promises, Promises.
Ihren Durchbruch hatte Lee 1967 mit dem Disney-Film Ein toller Käfer, der Auftakt zu einer Reihe weiterer Herbie-Filme werden sollte, in denen Lee allerdings nicht mehr zu sehen war. Überhaupt konzentrierte sich Lee danach auf Rollen in Fernsehen und Theater. Eine Ausnahme bildete … und dann kam Polly mit Jennifer Aniston und Ben Stiller in den Hauptrollen, der 2004 in die Kinos kam.
Nach dem internationalen Erfolg von Ein toller Käfer nahm Lee erst einmal eine Babypause. 1969 brachte sie ihren Sohn David zur Welt. Nur wenige Monate später starb ihr Vater überraschend im Alter von 54 Jahren an einem Hirnschlag. In den frühen 1970er Jahren spielte sie in einen Fernsehfilmen und Serien mit. 1974 gab es für ihre Arbeit in dem Musical Seesaw eine Tony-Award-Nominierung. Der Versuch im selben Jahr mit The Michele Lee Show im Fernsehen eine eigene Comedy-Reihe zu etablieren, scheiterte jedoch, die Serie kam nicht über die Pilotfolge hinaus.
1976 starb dann ihre Mutter und Lee pausierte kurzzeitig. Im Jahr 1979 wurde sie eine Hauptdarstellerin der Serie Unter der Sonne Kaliforniens (Originaltitel: Knots Landing), ein Spin-off der Seifenoper Dallas. In Unter der Sonne Kaliforniens spielte Michele Lee 14 Jahre lang, erhielt für ihre Leistung mehrfach den Soap Opera Digest Award und eine Emmy-Nominierung. Lees Charakter war der einzige, der in allen 344 Folgen der Serie zu sehen war.
Zu ihren bemerkenswertesten Rollen in Fernsehfilmen zählt unter anderem Big Dreams & Broken Hearts: The Dottie West Story, in dem Lee 1995 als Dottie West auch sämtliche Lieder der Country-Sängerin selbst interpretierte. Der Film hatte hohe Einschaltquoten bei der Erstausstrahlung auf CBS und wurde zwei Mal für den Emmy nominiert. Der dazugehörige Soundtrack wurde nur auf Lees offizieller Website verkauft. Eine weitere bekannte Persönlichkeit spielte Lee 1998 in Scandalous Me: The Jacqueline Susann Story. Lees Darstellung der Bestsellerautorin Jacqueline Susann (Das Tal der Puppen)
entstand nur zwei Jahre vor einer thematisch ähnlichen Kinoadaption mit Bette Midler in der Hauptrolle.
2005 stand Lee in einer drei-Städte-Tour als Dolly Levi in dem Musical Hello Dolly auf der Bühne. Im November desselben Jahres trat sie darüber hinaus erstmals seit gut 40 Jahren wieder mit einem Programm in einem Nachtclub auf. Mit Catch the Light gastierte sie im New Yorker Feinstein’s im Loews Regency Hotel und sang neben populären Stücken von John Lennon oder Joni Mitchell auch ein Tribut an den Jazz-Musiker Cy Coleman. Dessen Musik interpretierte sie später auch in dem Programm Nobody Does It Like Me: The Music of Cy Coleman.
2011 spielte Lee in dem Theaterstück The Tale of the Allergist’s Wife und erhielt nach 1974 erstmals wieder eine Nominierung für den renommierten Tony Award. 2015 folgte ein Engagement in dem Musical Wicked.
Zwei Jahre später erhielt Lee für ihre vielseitigen Leistungen in gut 50 Jahren Showgeschäft den Manhattan Association of Cabaret & Clubs Lifetime Achievement Award. Überreicht wurde ihr die Auszeichnung von ihrer guten Freundin und Kollegin Sandra Bernhard.
Seit 1998 hat Lee einen Stern auf dem Hollywood Walk of Fame.

## Filmografie (Auswahl)

### Als Schauspielerin
- 1967: Wie man Erfolg hat, ohne sich besonders anzustrengen (How to Succeed in Business Without Really Trying)
- 1968: Ein toller Käfer (The Love Bug)
- 1969: Der Komiker (The Comic)
- 1972: Of Thee I Sing (Fernsehfilm)
- 1974: Nur mit verheirateten Männern (Only with Married Men, Fernsehfilm)
- 1976: Solange die Liebe lebt (Dark Victory, Fernsehfilm)
- 1975: Don Rickles: Buy This Tape You Hockey Puck
- 1978: Bud und Lou (Fernsehfilm)
- 1979–1993: Unter der Sonne Kaliforniens (Knots Landing, Fernsehserie, 344 Folgen)
- 1989: Single Women, Married Men (Fernsehfilm)
- 1990: Aufnahme – Mord (The Fatal Image, Fernsehfilm)
- 1990: You Don’t Look 40, Charlie Brown! (Fernsehfilm)
- 1991: Martyrium einer Mutter (My Son Johnny, Fernsehfilm)
- 1992: Broadway Familie (Broadway Bound, Fernsehfilm)
- 1992: Wenn niemand hören wollte (When No One Would Listen, Fernsehfilm)
- 1996: Color Me Perfect (Fernsehfilm)
- 2004: … und dann kam Polly (Along Came Polly)

### Als Regisseurin
- 1989–1993: Unter der Sonne Kaliforniens (9 Episoden)

## Diskografie
- 1966: A Taste of the Fantastic Michele Lee (Columbia)
- 1968: L. David Sloane And Other Hits of Today (Columbia)